# Kirche Möser

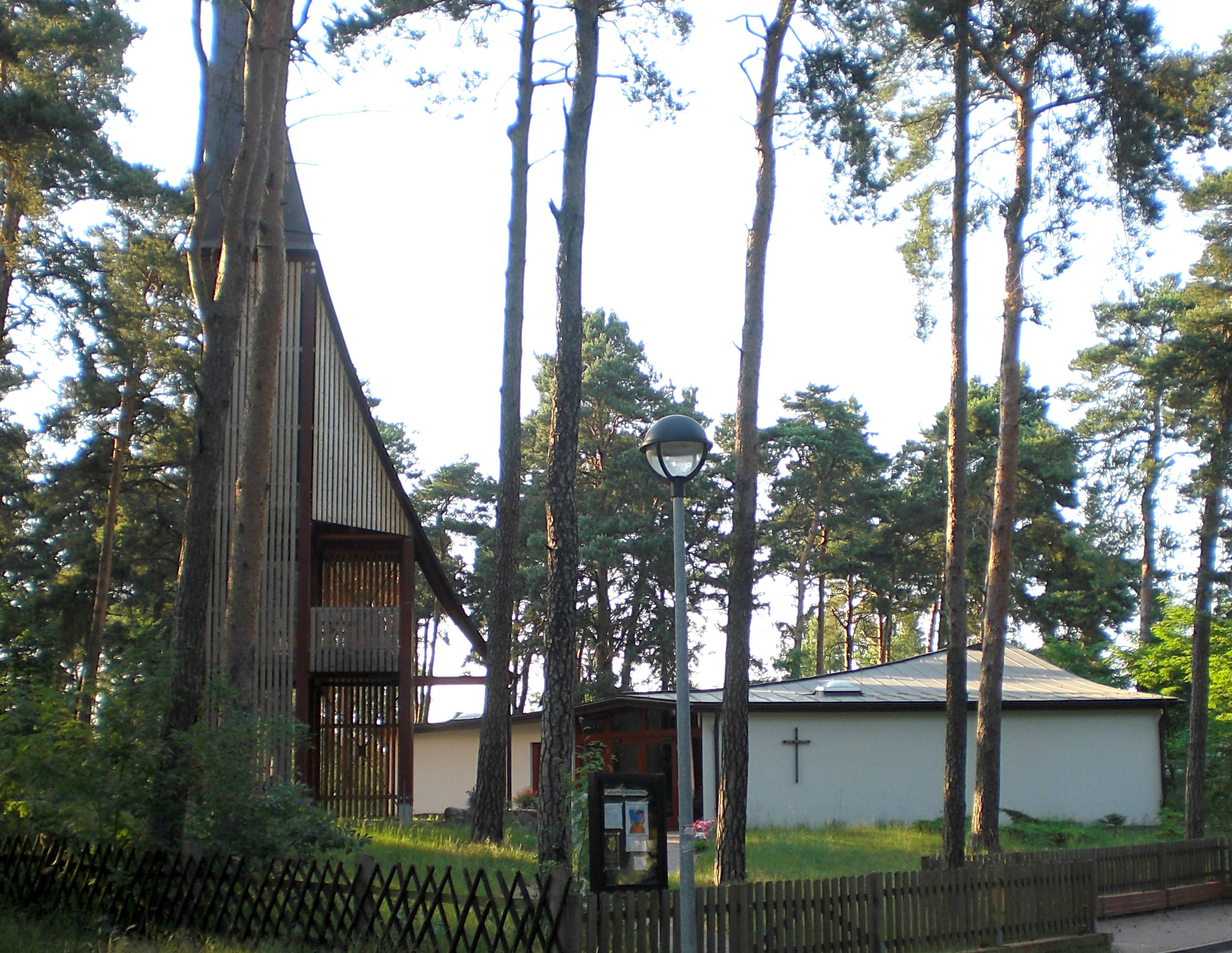
Kirche Möser

Als Kirche Möser wird die evangelische Kirche des Dorfes Möser in Sachsen-Anhalt bezeichnet.

## Geschichte
Die Kirche entstand in sechsmonatiger Bauzeit im Jahr 2002 an der Stelle eines schlichten Vorgängerbaus aus dem Jahr 1979. Der bescheidene Vorgängerbau aus der Zeit der DDR genügte den moderneren Anforderungen nicht mehr und erwies sich als zu klein.

## Architektur
Der Neubau entstand in Anlehnung an die Form einer Arche. Das östliche Ende des Kirchenschiffs strebt in Form eines Schiffsbugs auf. Der später entstandene freistehende Glockenturm kann als ein hochaufragendes Heck interpretiert werden. In ihm befinden sich drei Glocken. Als Baumaterialien dominieren Holz und Glas. Die Projektierung des Vorhabens erfolgte durch die ARGE Stern + Schubert.

## Innengestaltung
Auch im Inneren setzt sich die Anlehnung an ein Schiff fort. Die in Holz ausgeführte Dachkonstruktion erweckt den Eindruck eines Schiffsrumpfes mit Planken und Spanten. Der Innenraum ist funktional so gestaltet, dass er auch als Gemeindezentrum dienen kann. Bei Bedarf einfügbare Trennwände ermöglichen die Unterteilung in kleinere Räume.
Das Kirchenschiff wird von einem großen Buntglasfenster geschmückt, welches einen Regenbogen und eine Friedenstaube mit grünem Zweig im Schnabel über stürmischem Wasser zeigt. Die Fenstergestaltung symbolisiert Noahs Rettung. Abendmahlsgegenstände, Altar und eine elektrische Orgel wurden aus dem Vorgängerbau übernommen.
Die nähere Umgebung der Kirche ist durch Kiefernbestände geprägt. Eine Öffnung der großzügigen Glastüren ermöglicht es im Sommer, diese Umwelt mit in das Kircheninnere einzubeziehen.